# Bầu cử Hạ viện Hoa Kỳ 2020
Bầu cử Hạ viện Hoa Kỳ năm 2020 được tổ chức vào ngày 3 tháng 11 năm 2020, để bầu Dân biểu từ tất cả 435 quận quốc hội tại 50 tiểu bang của Hoa Kỳ, cũng như 6 đại biểu không có quyền bỏ phiếu từ Đặc khu Columbia và các lãnh thổ Hoa Kỳ có người sinh sống. Các cuộc bầu cử Hạ viện đặc biệt khác cũng được tổ chức vào nhiều ngày khác nhau trong suốt năm 2020.
Trong cuộc Bầu cử Hạ viện Hoa Kỳ năm 2018, Đảng Dân chủ đã giành được 235 ghế. Đến cuộc bầu cử năm 2020, Đảng Dân chủ được nhiều cuộc thăm dò dự đoán sẽ nới rộng cách biệt đa số lên tới 15 ghế do Tổng thống khi đó là Donald Trump, người đến từ Đảng Cộng hòa, không được ủng hộ. Mặc dù Đảng Dân chủ cuối cùng vẫn giữ được quyền kiểm soát Hạ viện sau cuộc bầu cử năm 2020, nhưng họ đã mất tổng cộng 13 ghế và bước vào năm 2021 với tỷ lệ đa số hẹp 222–213, mức thấp nhất kể từ năm 2000. Đây là lần đầu tiên kể từ năm 2004, Đảng Cộng hòa tăng được số ghế tại Hạ viện trong năm Bầu cử tổng thống, cuộc bầu cử luôn diễn ra cùng lúc với cuộc bầu cử Lưỡng viện.
Đảng Cộng hòa đã vượt quá kỳ vọng trong cuộc Bầu cử Hạ viện năm 2020 là giành lại một số ghế mà họ đã mất vào năm 2018 và bảo vệ các ghế mà Đảng Dân chủ hy vọng sẽ lật đổ. Không có ứng cử viên đương nhiệm nào của Đảng Cộng hòa bị đánh bại khi tái tranh cử, trong khi đó, 13 ứng cử viên Đảng Dân chủ đương nhiệm đã bị Đảng Cộng hòa lật đổ và một số ứng cử viên Đảng Dân chủ giành chiến thắng với tỷ lệ nhỏ hơn dự kiến. Nhiều người cho rằng sự hiện diện của Trump đã thúc đẩy tỷ lệ cử tri đi bầu cao của Đảng Cộng hòa, trong khi những người khác nhấn mạnh Đảng Cộng hòa nỗ lực thúc đẩy các ứng cử viên nữ và dân tộc thiểu số của họ.